# انتخابات (فلم)
انتخابات (بالإنجليزية: Election)(بالصِّينِيَّةُ التقليدية:t=黑社會)؛ العنوان الحرفي: المجتمع الأسود، وهو مصطلح شائع في الكانتونية للإشارة إلى الثالوث)، هو فيلم جريمة من هونغ كونغ عام 2005 من إخراج جيمس تو. يضم الفيلم مجموعة كبيرة من الممثلين، ويقوم ببطولته سيمون رن وتوني ليانغ كا-فاي في دور زعيمي عصابة يتصارعان على السلطة ليصبحا الزعيم الجديد لثلاثي في هونغ كونغ.
عُرض الفيلم لأول مرة كـ"اختيار رسمي" في مهرجان كان السينمائي 2005، قبل أن يُعرض في هونغ كونغ في 20 أكتوبر 2005، بتصنيف الفئة الثالثة حسب نظام تصنيف الأفلام في هونغ كونغ. وقد تم إصدار تكملة للفيلم بعنوان Election 2 (المعروف أيضًا باسم Triad Election في الولايات المتحدة) في عام 2006.
صرحت هيلاري هونغجين هي، طالبة الدكتوراه في جامعة ويسترن سيدني، أن هذا الفيلم، بالمقارنة مع تكملته، "أقل سياسيًا أو مريبًا" من وجهة نظر البر الرئيسي.

## القصة
في هونغ كونغ، تقوم عصابة هونغمن المنحدرة والبالغ عددها 50,000 عضو والمعروفة باسم Wo Lin Shing ‏ بانتخاب رئيس جديد كل سنتين. يقوم المرشحان الرئيسيان في الانتخابات الحالية، لوك وبيغ دي، ببعض "الحملات" في اللحظات الأخيرة. لوك هادئ وصبور ومتزن، بينما بيغ دي يحاول شراء الانتخابات بالرشاوى وهو صاخب وغير صبور وسريع الغضب. بعد بعض المشاحنات بين أنصار المرشحين، ينتخب شيوخ العصابة لوك كرئيس جديد. يرفض بيغ دي احترام النتيجة، ويحاول بدلاً من ذلك الحصول على عصا التنين، رمز سلطة الرئيس، من ويسل، الرئيس السابق. يأمر ويسل بإخفاء العصا. يقوم لوك أيضًا بأنصاره بالبحث عن العصا.
تتدخل الشرطة لمنع الاقتتال والحفاظ على السلام عن طريق اعتقال الشخصيات الرئيسية في العصابة، بما في ذلك ويسل وبيغ دي ولوك، الذي يُقيد بالأصفاد ويُؤخذ أمام ابنه الصغير. ولكن، نظرًا لعدم وجود أدلة تدينهم، يمكن احتجاز أفراد العصابة مؤقتًا فقط. خلال الاعتقال، يهاجم بيغ دي ويسل، مما يؤدي إلى إصابة ويسل بسيارة. يشير ويسل المصاب بجروح خطيرة إلى نيته الشهادة لوحدة مكافحة العصابات في الشرطة لكشف بيغ دي؛ وهذا يمدد احتجاز بيغ دي. لا يريد لوك أن تُكشف جرائم العصابة، لذا يقنع محاميه ويسل بالانتحار لضمان سلامة عائلة ويسل. أثناء الاحتجاز، تسمح الشرطة لشيوخ العصابة بمحاولة التوسط في السلام، لكن بيغ دي يهدد بالانفصال عن وو لين شينغ وتشكيل عصابة جديدة، مما سيخل بالتقاليد ويؤدي إلى الكثير من العنف؛ هذا يجعل معظم العصابة تتحد ضد بيغ دي.
يحاول أفراد العصابة المختلفون استعادة العصا، بما في ذلك جيمي، الذي أصيب عمه وزعيمه في العصابة بجروح خطيرة على يد بيغ دي بسبب تكلفته له الانتخابات. بعد بعض الاعتراضات والقتال بين أفراد العصابة، يحصل جيمي في النهاية على العصا ويسلمها إلى لوك بعد أن يصرح لوك أنه يمكنه تحسين أرباح العصابة. يكافئ لوك أولئك الذين ساعدوه في الحصول على العصا (بيغ هيد وجيت وجيمي وكُن والسيد سو) بامتيازات أن يصبحوا أبناءه بالتبني. يتم إطلاق سراح بيغ دي بكفالة بعد أن يدفعها لوك. باستخدام العصا، يثبت لوك نفسه كرئيس جديد للعصابة ويعرض صفقة على بيغ دي. إذا قبل بيغ دي بلوك كرئيس، فسيستوليان معًا على منطقة تسيم شا تسوي المربحة، وسيحمي لوك أعمال بيغ دي ويدعمه في الانتخابات القادمة بعد عامين؛ يقبل بيغ دي. يتعهد كبار أعضاء العصابة، بمن فيهم لوك وبيغ دي، بالولاء لبعضهم البعض وللعصابة خلال مراسم تولي لوك.
عندما يعرض زعيم عصابة منافسة على بيغ دي فرصة لتحسين أرباحه بشرط أن يخون لوك، يتفاعل بيغ دي بالاتصال بلوك من أجل كمين ظاهري. هذا هو خداع مزدوج؛ يوقع لوك وبيغ دي زعيم العصابة المنافس ويقتلانه. في النهاية، ينجح لوك وبيغ دي في السيطرة على تسيم شا تسوي. خلال رحلة صيد، يعبر بيغ دي عن رغبته في أن يصبح رئيسًا مشاركًا للعصابة مع لوك، مشيرًا إلى أن عصابات أخرى لديها ترتيبات مماثلة. يرد لوك بأن هذا ليس من تقاليد عصابتهم، لكن بيغ دي لا يغير رأيه. يدعي لوك تأييده لفكرة بيغ دي، ثم يقتله بصخرة؛ يشهد ابن لوك وزوجة بيغ دي هذا المشهد. تحاول زوجته الفرار، لكن لوك يخنقها حتى الموت. يدفن لوك بيغ دي وزوجته ويغادر المكان مع ابنه المرتجف.

## طاقم التمثيل
- سيمون رن في دور لوك
- توني ليانغ كا-فاي في دور بيغ دي
- لويس كوو في دور جيمي
- نيك تشانغ في دور جيت
- جوردون لين في دور كون
- تشيونغ سيو-فاي في دور السيد سو
- لام سويت في دور بيغ هيد
- وونغ تين-لام في دور العم تنغ
- تام بينغ-مان في دور العم كوكي
- ماغي سيو في دور زوجة بيغ دي
- دايفيد تشيانج في دور كبير المشرفين هوي
- يو جونغ في دور قائد شرطة الصين
- بيرغ نغ في دور المفتش الأول تود
- ريمون هوانغ في دور المحقق وونغ
- لو وينغ تشيونغ في دور فور-آيز
- كوك فونغ في دور فيش-هيد

## التطوير
وفقًا لتصريحات المخرج جوني تو، لم يكن لديه أي نية لصنع نسخة من هذا الفيلم للبر الرئيسي الصيني. إلا أن شركة الإنتاج قامت بإصدار نسخة معدلة بعنوان Longcheng Suiyue ((بالصينية)). وفقًا لهيلاري هي، فإن هذه النسخة تضمنت "عشرة تعديلات أو تغييرات رئيسية". تم إضافة عنصر من عناصر تطبيق القانون السري في هذه النسخة، بينما تم حذف المشهد الذي يكشف أن أحد أعضاء المافيا كان يستخدم من قبل الحكومة المركزية لجمهورية الصين الشعبية كجاسوس. كما تم حذف مشهد يذكر سياحة الولادة في هونغ كونغ، حيث يقوم الآباء من الصين القارية بالولادة في هونغ كونغ لكي يصبح أطفالهم مقيمين دائمين في هونغ كونغ. في هذه النسخة، يواجه جميع المجرمين الاعتقال وهناك مشهد يعظ فيه الشيوخ الشباب حول تجنب المافيا.

## الإصدار

### شباك التذاكر
في نهاية عرضه في شباك التذاكر في هونغ كونغ، حقق فيلم Election حوالي 15.59 مليون دولار هونغ كونغي، وهو يعتبر مبلغًا مرتفعًا لفيلم حصل على تصنيف الفئة الثالثة (تقييد لمن هم فوق 18 عامًا) في هونغ كونغ.

### التقييم
كتب إغناتي فيشنيفيتسكي من إيه. في. كلوب، "يُظهر فيلم جوني تو بوضوح أن المصلحة الشخصية، أكثر من الأفكار التقليدية عن الشرف، هي التي تُعرّف المجرمين المعاصرين. ورغم أن هذه ليست كشفًا مدهشًا، فإن الكاتب والمخرج يبرع في توليد التشويق (وكذلك الكوميديا الذكية) من خلال جو من انعدام الثقة الشامل. [...] إنه فيلم مشوق وممتع بقدر متساوٍ من الظلام، وصورة حادة لمنظمة على طراز العائلة غير الوظيفية التي تكافح لتحديث عملياتها الفاسدة في عصر من الجشع الرأسمالي غير المقيد".

### التوزيع
تم بيع فيلم انتخابات لأكثر من 21 منطقة، بما في ذلك Optimum Releasing في المملكة المتحدة، وARP Sélection في فرنسا، وإنترتينمت وان ‏ في أستراليا، بعد عرضه في مهرجان كان السينمائي 2005 في المنافسة. استحوذت Tartan Films على جميع حقوق الفيلم في الولايات المتحدة اعتبارًا من مايو 2006.

## الجوائز والترشيحات
يُعتبر الفيلم مميزًا بترشيحه لـ 14 جائزة من جوائز الحصان الذهبي في سينما هونغ كونغ. تم اختيار الفيلم كأفضل فيلم لعام 2005 في جوائز جمعية نقاد السينما في هونغ كونغ، حيث حصل المخرج جوني تو أيضًا على جائزة أفضل مخرج عن هذا الفيلم.
| الجوائز                                            | الجوائز                   | الجوائز                 | الجوائز |
| الجائزة                                            | الفئة                     | الاسم                   | النتيجة |
| -------------------------------------------------- | ------------------------- | ----------------------- | ------- |
| جوائز هونغ كونغ السينمائية الخامسة والعشرين        | أفضل فيلم                 | Election                | فوز     |
| جوائز هونغ كونغ السينمائية الخامسة والعشرين        | أفضل مخرج                 | جوني تو                 | فوز     |
| جوائز هونغ كونغ السينمائية الخامسة والعشرين        | أفضل ممثل                 | توني ليونغ كا-فاي       | فوز     |
| جوائز هونغ كونغ السينمائية الخامسة والعشرين        | أفضل ممثل                 | سيمون يام               | رُشِّح     |
| جوائز هونغ كونغ السينمائية الخامسة والعشرين        | أفضل سيناريو              | ياو ناي-هوي يب تين-شينغ | فوز     |
| جوائز هونغ كونغ السينمائية الخامسة والعشرين        | أفضل ممثل مساعد           | وونغ تين-لام            | رُشِّح     |
| جوائز هونغ كونغ السينمائية الخامسة والعشرين        | أفضل ممثلة مساعدة         | ماجي شيو                | رُشِّح     |
| جوائز هونغ كونغ السينمائية الخامسة والعشرين        | أفضل تصوير سينمائي        | تشيونغ سيو-كيونغ        | رُشِّح     |
| جوائز هونغ كونغ السينمائية الخامسة والعشرين        | أفضل تحرير فيلم           | باتريك تام              | رُشِّح     |
| جوائز هونغ كونغ السينمائية الخامسة والعشرين        | أفضل موسيقى تصويرية أصلية | لو تا-يو                | رُشِّح     |
| جوائز الحصان الذهبي الثانية والأربعون              | أفضل فيلم روائي           | Election                | رُشِّح     |
| جوائز الحصان الذهبي الثانية والأربعون              | أفضل مخرج                 | جوني تو                 | رُشِّح     |
| جوائز الحصان الذهبي الثانية والأربعون              | أفضل سيناريو أصلي         | ياو ناي-هوي يب تين-شينغ | فوز     |
| جوائز الحصان الذهبي الثانية والأربعون              | أفضل ممثل                 | توني ليونغ كا-فاي       | رُشِّح     |
| جوائز الحصان الذهبي الثانية والأربعون              | أفضل ممثل مساعد           | وونغ تين-لام            | رُشِّح     |
| جوائز الحصان الذهبي الثانية والأربعون              | أفضل مؤثرات صوتية         | ماي موك تشارلي لو       | فوز     |
| جوائز الحصان الذهبي الثانية والأربعون              | أفضل تصوير سينمائي        | تشيونغ سيو-كيونغ        | رُشِّح     |
| جوائز الحصان الذهبي الثانية والأربعون              | أفضل موسيقى تصويرية أصلية | لو تا-يو                | رُشِّح     |
| جوائز الحصان الذهبي الثانية والأربعون              | أفضل تصميم مكياج وأزياء   | ستانلي تشيونغ           | رُشِّح     |
| جوائز الحصان الذهبي الثانية والأربعون              | أفضل تصميم حركات          | وونغ تشي-واي            | رُشِّح     |
| جوائز جمعية نقاد السينما في هونغ كونغ الثانية عشرة | أفضل فيلم                 | Election                | فوز     |
| جوائز جمعية نقاد السينما في هونغ كونغ الثانية عشرة | أفضل مخرج                 | جوني تو                 | فوز     |
| مهرجان سيتجيس السينمائي الخامس والثلاثين           | أفضل مخرج                 | جوني تو                 | فوز     |

## روابط خارجية
- Election في LoveHKFilm.com
- Election  في قاعدة بيانات الأفلام على الإنترنت (بالإنجليزية)
- Election على موقع أول موفي.
- Election في روتن توميتوز.